# Tofik Sjakhverdijev
Tofik Sjakhverdijev (russisk: То́фик Рзакули́евич Шахве́рдиев) (født 12. september 1938 i Baku i Sovjetunionen) er en sovjetisk filminstruktør og manuskriptforfatter.

## Filmografi
- Predtjuvstvije ljubvi (Предчувствие любви, 1982)[1][2]